# Mecynippus
Mecynippus är ett släkte av skalbaggar. Mecynippus ingår i familjen långhorningar.
Kladogram enligt Catalogue of Life:
| Mecynippus | \| \| Mecynippus ciliatus \| \| \| \| \| \| Mecynippus pubicornis \| \| \| \| |
|            | \| \| Mecynippus ciliatus \| \| \| \| \| \| Mecynippus pubicornis \| \| \| \| |
|            | Mecynippus ciliatus                                                           |
|            |                                                                               |
|            | Mecynippus pubicornis                                                         |
|            |                                                                               |